# Rudolph Labus
Rudolph Labus, né le 15 mai 1948 à Levoča, Slovaquie est un coureur cycliste tchécoslovaque, qui courut de nombreuses courses internationales. Il est connu en France pour avoir gagné en 1969 le Grand Prix cycliste de L'Humanité.

## Biographie
Rudolph Labus, est originaire de Slovaquie, région orientale de la Tchécoslovaquie ; il avait pour métier celui de mécanicien, et courait sous les couleurs de l'Inter de Bratislava; mais lors de sa victoire en 1969 au Grand Prix cycliste de L'Humanité il était militaire et était membre du club Dukla de Brno. C'est le club dont il porte les couleurs durant sa carrière cycliste ultérieure. Coureur de petit gabarit (1,60 m, 60 kg), il a pris le départ de quatre Courses de la Paix. Lors de sa dernière participation en 1974, il était "capitaine de route" de l'équipe tchécoslovaque.
Rudolph Labus a également participé au Tour de l'Avenir.  

## Palmarès

### Palmarès année par année
| - 1968 - Champion de Slovaquie - 1969 - Grand Prix cycliste de L'Humanité : - Classement général - 3e étape - 2e du championnat de Tchécoslovaquie sur route - 10e du championnat du monde sur route amateurs - 1970 - Championnat de Tchécoslovaquie sur route - Gran Premio della Liberazione - Tour de Bohême : - Classement général - 1re et 5e étapes - 3e du Tour de Slovaquie - 1971 - Semaine bergamasque - 2e du Gran Premio della Liberazione - 2e du Tour de Bohême - 3e du championnat de Tchécoslovaquie du contre-la-montre par équipes - 1973 - Course des monts Karpaty - Brno-Postejov-Brno - Course de Hradec-Kralove - 8e étape du Tour de Slovaquie - 4e étape du Tour de Bohême - 2e du Tour de Bohême - 2e du Tour de Slovaquie | - 1974 - 7e étape du Tour de Cuba - 2e de Prague-Karlovy Vary-Prague - 3e du championnat de Tchécoslovaquie du contre-la-montre par équipes - 1975 - 2e du Gran Premio della Liberazione - 2e du championnat de Tchécoslovaquie sur route - 2e du Tour de Slovaquie - 3e du Trofeo Papà Cervi - 3e du championnat de Tchécoslovaquie du contre-la-montre par équipes - 1976 - Brno-Prostejov-Brno - Memorial Colonel Skopenko - 1re étape du Tour de Slovaquie - 2e de Košice-Tatry-Košice - 1979 - Course de Přelouč |

### Places d'honneur
- 1969
  - 13e du Tour de l'Avenir
- 1970
  - 30e de la Course de la Paix
- 1971
  - 8e de la Course de la Paix
  - 31e du championnat du monde sur route amateurs
- 1974
  - 20e de la Course de la Paix